# Sero Sedan
Sero Sedan – elektryczny mikrosamochód produkowany pod boliwijską marką Sero od 2019 roku.

## Historia i opis modelu
Po zabezpieczeniu potrzebnej kwoty 4 milionów dolarów na rozwój i wdrożenie do produkcji autorskiej konstrukcji elektrycznego mikrosamochodu, argentyńskie przedsiębiorstw w 2015 roku rozpoczęło trwający 4 lata proces konstrukcyjny, którego efekty przedstawiono we wrześniu 2019 roku. 
Konstrukcja rodziny modelowej Sero została uproszczona do minimum dla zachowania niskiej ceny i niskiej masy całkowitej. Oprócz nadwozia wykonanego z tworzywa sztucznego, samochód nie posiada ani poduszek powietrznych, ani systemu ABS, ani systemu ESP. Zgodnie z południowoamerkańskim ustawodawstwem, w pojazdach tego typu konieczne jest montowanie jedynie pasów bezpieczeństwa.

### Cargo
Gama wariantów nadwoziowych poza odmianą osobową Sedan obejmuje także szeroką gamę wersji dostawczych z serii Sero Cargo. Składa się ona z modeli o zabudowie skrzyniowej, która może przyjąć postać zarówno nadwozia pickup, jak i dużego przedziału transportowego typu furgon.

### Sprzedaż
Sprzedaż rodziny elektrycznych mikrosamochodów Sero rozpoczęła się w drugiej połowie 2019 roku, początkowo obejmując jedynie rodzimy rynek argentyński. W 2020 roku Sero Electric nawiązało współpracę ze startupem Movi Electric z sąsiedniej Brazylii, która uruchomiła w tym samym roku produkcję modeli Sero pod własną marką Movi.

### Dane techniczne
Rodzina modelowa firmy Sero Electric napędzana jest silnikiem elektrycznym o mocy 10,8 KM, który pozwala rozpędzić się maksymalnie do 45 km/h. Zasięg pojazdu na jednym ładowaniu w optymalnych warunkach podczas jazdy w mieście wynosi ok. 65 kilometrów, przy czym ładowanie z gniazdka domowego zajmuje do pełna 7 godzin.